# Anelosimus amelie
Espèce
Anelosimus amelie est une espèce d'araignées aranéomorphes de la famille des Theridiidae.

## Distribution
Cette espèce est endémique de Mayotte dans l'archipel des Comores,. Elle se rencontre vers 200 m d'altitude sur le mont Choungui.

## Description
Le mâle holotype mesure 2,83 mm et la femelle paratype 3,29 mm.

## Étymologie
Cette espèce est nommée en l'honneur d'Amélie Melkorka.

## Publication originale
- Agnarsson, Kuntner, Coddington & Blackledge, 2009 : Shifting continents, not behaviours: independent colonization of solitary and subsocial Anelosimus spider lineages on Madagascar (Araneae, Theridiidae) Zoologica Scripta, vol. 39, p. 75-87 (texte intégral).